# Eparchia kokczetawska
Eparchia kokczetawska – (kaz. Көкшетау және Ақмола епархиясы, Kökşetau jäne Aqmola eparhiasy) jedna z eparchii Rosyjskiego Kościoła Prawosławnego, z siedzibą w Kokczetawie.
Eparchia została erygowana decyzją Świętego Synodu Rosyjskiego Kościoła Prawosławnego z 5 października 2011 przez wydzielenie z eparchii szymkenckiej. Obejmuje parafie w obwodzie akmolińskim. 

## Biskupi kokczetawscy
- Serapion (Kołosnicyn), 2013-2025[2]